# Lotto
Lotto (UCI kód: LOT) je belgický profesionální cyklistický tým působící na úrovni UCI ProTeam. Hlavními sponzory jsou belgická loterie Lotto a Dstny, belgická komunikační společnost. Na závody Paříž–Nice 2016 a 2017, Giro d'Italia 2018 a Tour de Pologne 2019 si tým zvolil název Lotto Fix ALL a jiný styl dresů kvůli propagaci jednoho z produktů firmy Soudal. Stejné firmy také organizují ženský cyklistický tým Lotto–Dstny Ladies.

## Sponzoři
Loterie Lotto má dlouhou historii sponzorování cyklistických týmů, která započala v roce 1984 s týmem Tönissteiner–Lotto–Mavic–Pecotex. V roce 1985 začalo Lotto sponzorovat i tento tým a stalo se jeho hlavním sponzorem. Jedni z prvních sportovních ředitelů byli Walter Godefroot a Patrick Lefevere. Dnešní tým vznikl před sezónou 2003 spojením týmů Lotto–Adecco a Domo–Farm Frites pod názvem Lotto–Domo.
Firma Belisol, výrobce oken, dveří a solárních panelů, se v roce 2012 stala spolusponzorem týmu.
V poslední den Tour de France 2014 tým oznámil, že uzavřeli novou sponzorskou smlouvu s firmou Soudal, specializovanou na výrobu lepidel, tmelidel a pěn, na dalších 6 let. Tým získal nové jméno, Lotto–Soudal. V roce 2019 byla tato smlouva prodloužena o další 2 roky. Lotto dále sponzoruje tým společně s ženským týmem a týmem do 23 let.

## Soupiska týmu
K 1. lednu 2024
- Johannes Adamietz (GER) (* 24. května 1998)
- Jenno Berckmoes (BEL) (* 4. února 2001)
- Cédric Beullens (BEL) (* 27. ledna 1997)
- Victor Campenaerts (BEL) (* 28. října 1991)
- Logan Currie (NZL) (* 24. června 2001)
- Jasper De Buyst (BEL) (* 24. listopadu 1993)
- Thomas De Gendt (BEL) (* 6. listopadu 1986)
- Arnaud De Lie (BEL) (* 16. března 2002)
- Jarrad Drizners (AUS) (* 31. května 1999)
- Pascal Eenkhoorn (NED) (* 8. února 1997)
- Jonas Gregaard (DEN) (* 30. července 1996)
- Sébastien Grignard (BEL) (* 29. dubna 1999)
- Jacopo Guarnieri (ITA) (* 14. srpna 1987)
- Andreas Kron (DEN) (* 1. června 1998)
- Arjen Livyns (BEL) (* 1. září 1994)
- Milan Menten (BEL) (* 31. října 1996)
- Sylvain Moniquet (BEL) (* 14. ledna 1998)
- Mathijs Paasschens (NED) (* 18. března 1996)
- Alec Segaert (BEL) (* 16. ledna 2003)
- Eduardo Sepúlveda (ARG) (* 13. června 1991)
- Liam Slock (BEL) (* 18. září 2000)
- Lionel Taminiaux (BEL) (* 21. května 1996)
- Henri Vandenabeele (BEL) (* 15. dubna 2000)
- Jarne Van de Paar (BEL) (* 23. října 2000)
- Lennert Van Eetvelt (BEL) (* 17. července 2001)
- Maxim Van Gils (BEL) (* 25. listopadu 1999)
- Harm Vanhoucke (BEL) (* 17. června 1997)
- Brent Van Moer (BEL) (* 12. ledna 1998)
- Florian Vermeersch (BEL) (* 12. března 1999)

## Vítězství v národních šampionátech
1985
 Belgický silniční závod, Paul Hagedooren
1986
 Belgický silniční závod, Marc Sergeant
1988
 Belgická individuální stíhačka (dráha), Benjamin Van Itterbeeck
1990
 Belgický silniční závod, Claude Criquielion
1992
 Belgický silniční závod, Johan Museeuw
1995
 Belgický silniční závod, Wilfried Nelissen
2000
 Belgická časovka, Rik Verbrugghe
2002
 Australský silniční závod, Robbie McEwen
 Nizozemský silniční závod, Stefan Van Dijk
2005
 Australský silniční závod, Robbie McEwen
 Belgický silniční závod, Serge Baguet
 Nizozemský silniční závod, Leon Van Bon
2007
 Belgická časovka, Leif Hoste
2008
 Australský silniční závod, Matthew Lloyd
 Belgický silniční závod, Jurgen Roelandts
2009
 Mistr světa v silničním závodu, Cadel Evans
2011
 Belgický silniční závod, Philippe Gilbert
 Belgická časovka, Philippe Gilbert
2013
 Německý silniční závod, André Greipel
2014
 Německý silniční závod, André Greipel
 Belgický silniční závod, Jens Debusschere
2015
 Belgická časovka, Jurgen van den Broeck
2016
 Německý silniční závod, André Greipel
2018
 Belgická časovka, Victor Campenaerts
2024
 Novozélandská časovka, Logan Currie
 Belgický silniční závod, Arnaud De Lie